# K-Meleon
K-Meleon è un browser per la navigazione nel Web molto leggero e basato su Gecko, il motore di rendering di Mozilla.

## Storia
K-Meleon è stato originariamente sviluppato da Christopher Thibault nel 2000. Da allora, Thibault ha praticamente abbandonato il progetto lasciando lo sviluppo ad altri, come Dorian Boissonnade e Hao Jiang.
L'ultima versione stabile è la 75.1, distribuita il 18 settembre 2015(https://web.archive.org/web/20200427230052/http://kmeleonbrowser.org/), basata su Gecko.
La cronologia delle versioni con relativo download è disponibile su SourceForge all'indirizzo http://kmeleon.sourceforge.net/download.php

## Caratteristiche
Il progetto K-Meleon è stato creato facendo particolare attenzione alla velocità del programma, piuttosto che alla grafica, che risulta leggerissima ed essenziale.

La leggerezza e la velocità di K-Meleon dipendono fondamentalmente dal fatto che utilizza per l'interfaccia le librerie di sistema.
È distribuito gratuitamente (sotto licenza GPL) ed è completamente compatibile con i più diffusi standard di Internet (grazie al motore Gecko). K-Meleon gira su tutte le piattaforme Microsoft Windows a 32 bit. A causa delle piccole dimensioni del gruppo di sviluppatori, le nuove release di K-Meleon non avvengono regolarmente. Questo comporta diversi problemi, soprattutto nel caso in cui vengano trovate vulnerabilità legate alla sicurezza (principalmente derivanti dal nucleo Mozilla del software). Il progetto si basa sul motore di SeaMonkey.
Alla versione 74 il browser non riesce ancora a superare perfettamente il test Acid2.

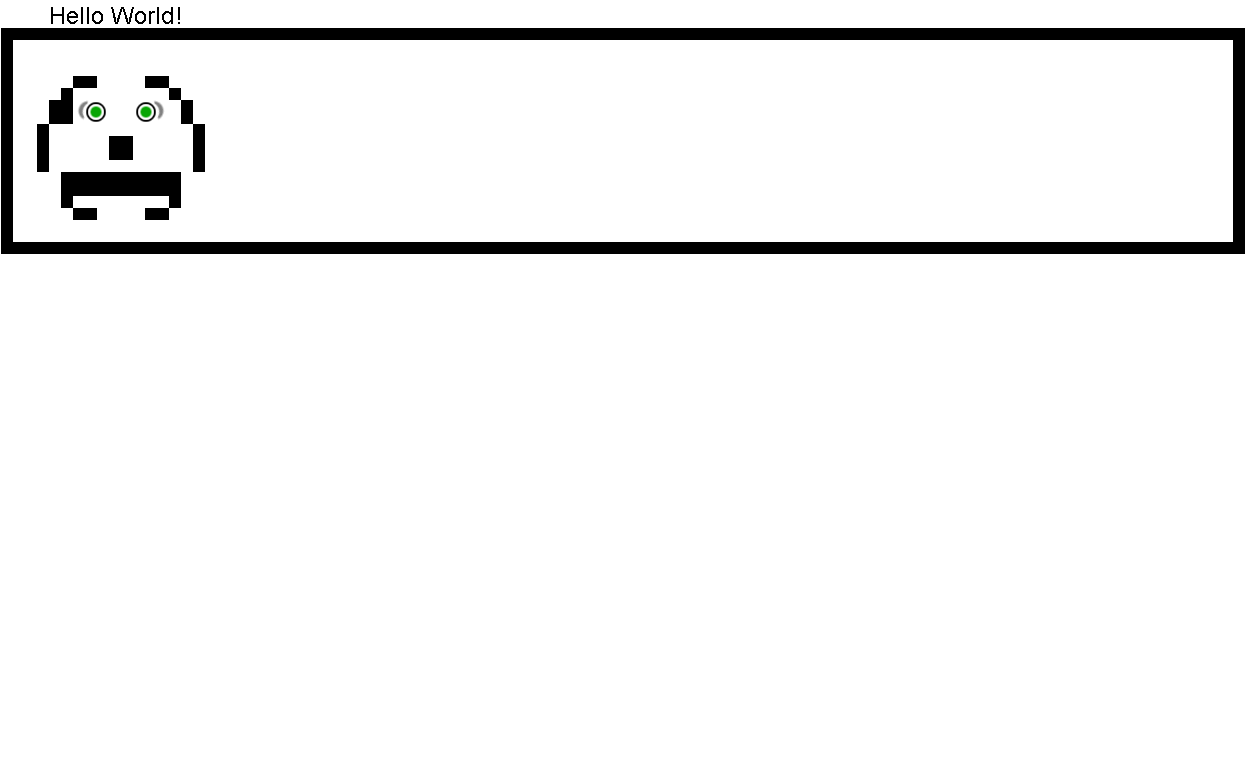
Risultato dell'esecuzione del test Acid2 su k-meleon 74

### Personalizzazione
K-Meleon possiede una interfaccia dedicata ai plugins, chiamata kplugins e di temi che possono estendere le funzionalità e cambiare l'aspetto grafico. Viene anche utilizzato un sistema di macro, per permettere a kplugins di interagire con il programma e con le sue principali funzioni.
K-Meleon ha un'interfaccia molto flessibile. Tutti i menu e i pulsanti della barra degli strumenti possono essere completamente personalizzati attraverso dei file di configurazione. Questa caratteristica può essere molto utile in un ambiente nel quale il vasto pubblico ha accesso al browser (come ad esempio in una biblioteca pubblica o in un internet cafè. Nonostante la sua utilità, però, questa caratteristica spaventa comunemente gli utenti che non hanno a disposizione un'interfaccia grafica per la personalizzazione. L'utente deve infatti modificare file di configurazione per spostare i pulsanti, anche se le barre possono essere semplicemente trascinate.
Dato che al posto di XUL viene utilizzata l'interfaccia nativa di Windows, nessun tema e solo poche estensioni di Mozilla possono essere installate. Questo limita pesantemente la compatibilità con le altre applicazioni Mozilla, ma permette una migliore integrazione con l'aspetto di Windows e un più veloce avvio del browser, rispetto ai vari software con interfaccia XUL.